# Horaci
|  | Per a altres significats sobre el nom «Horaci», vegeu «Gens Horàcia». |

Quint Horaci Flac (llatí: Quintus Horatius Flaccus), simplement conegut com a Horaci (Venosa, a la regió de la Basilicata (antiga Lucània), a l'actual Itàlia, 8 de desembre del 65 aC - Roma, 27 de novembre del 8 aC), fou un poeta líric i satíric llatí.
Fill d'un esclau alliberat, va tenir l'oportunitat de seguir estudis a Roma, i posteriorment a Atenes, on es va traslladar per estudiar filosofia. Una vegada allà, va ser acollit per Brutus, l'assassí de Cèsar, que li va donar un alt càrrec al seu exèrcit. No obstant això, en la batalla de Filipos (42 aC) es va evidenciar la seva falta d'aptitud per a l'art militar i va decidir tornar a Roma.
Va començar a treballar com a escriba, càrrec que li deixava temps lliure per dedicar-se a escriure versos. En aquells dies va conèixer Virgili, que el va introduir en el cercle de Mecenàs, en què a poc a poc va guanyar rellevància i va afermar l'amistat amb aquest, que el va presentar a August. Va aconseguir també la protecció de l'emperador, que fins i tot li va oferir el càrrec de secretari personal seu, que va rebutjar per no adequar-se als principis de la seva moral epicúria.
Fou molt respectat en els alts cercles romans, tant literaris com polítics; es va mantenir sempre sota la protecció de Mecenàs, juntament amb qui està enterrat.
La poesia horaciana, amb la seva varietat de temes nacionals i, sobretot, la seva perfecció formal, signe d'equilibri i serenitat, va ser identificada en el Renaixement com la màxima i més excelsa expressió literària de les virtuts clàssiques.

## Biografia

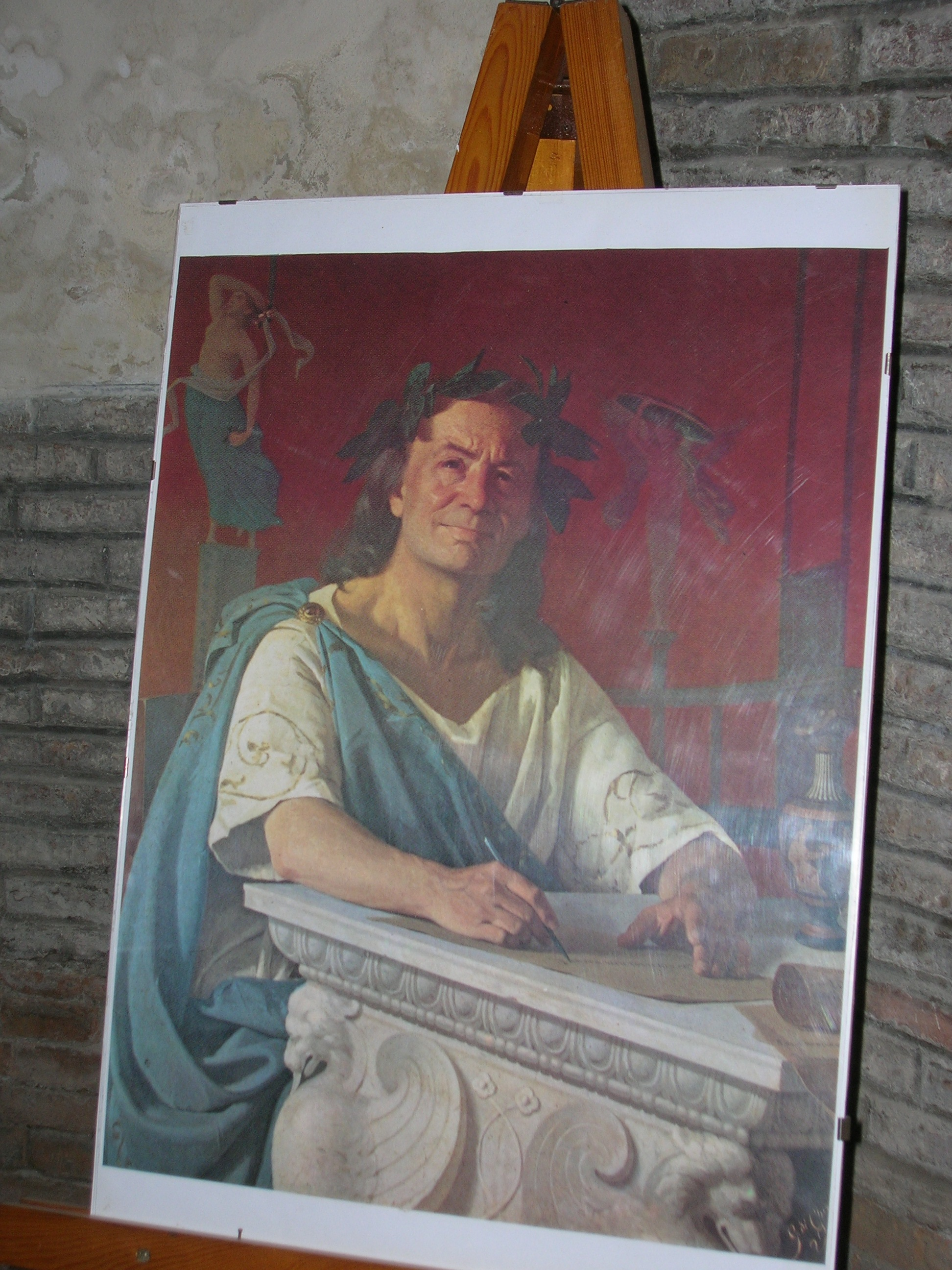
Retrat d'Horaci a la seva casa de Venosa

Quint Horaci Flac (llatí: Quintus Horatius Flaccus) va néixer el 65 aC a Venosa (llatí: Venusa), una ciutat situada entre els límits de la Lucània i l'Apúlia; la ciutat era un pas de comerciants entre les dues regions i aquest fet, juntament amb el fet que diverses famílies romanes, normalment les famílies dels militars que van participar en la guerra civil del 91-99 aC, es van assentar en aquelles terres com a pagament, explica que Horaci creixés en un entorn en el qual es va familiaritzar amb diversos dialectes llatins. Era fill d'un llibert que va exercir com a coactor, és a dir, una mena de cobrador de subhastes i, tot i la seva modesta fortuna, va fer un esforç per poder-li donar una bona educació i el va acompanyar a Roma perquè assistís a les classes del rètor Orbilius, de qui no guarda pas gaires bons records pels seus mètodes.
El 45 aC es va traslladar a Atenes, on entrà en contacte amb els corrents filosòfics de l'epicureisme i l'estoïcisme. Allà va fer amistat amb Marc Valeri Messal·la Corví i Luci Calpurni Bíbul.

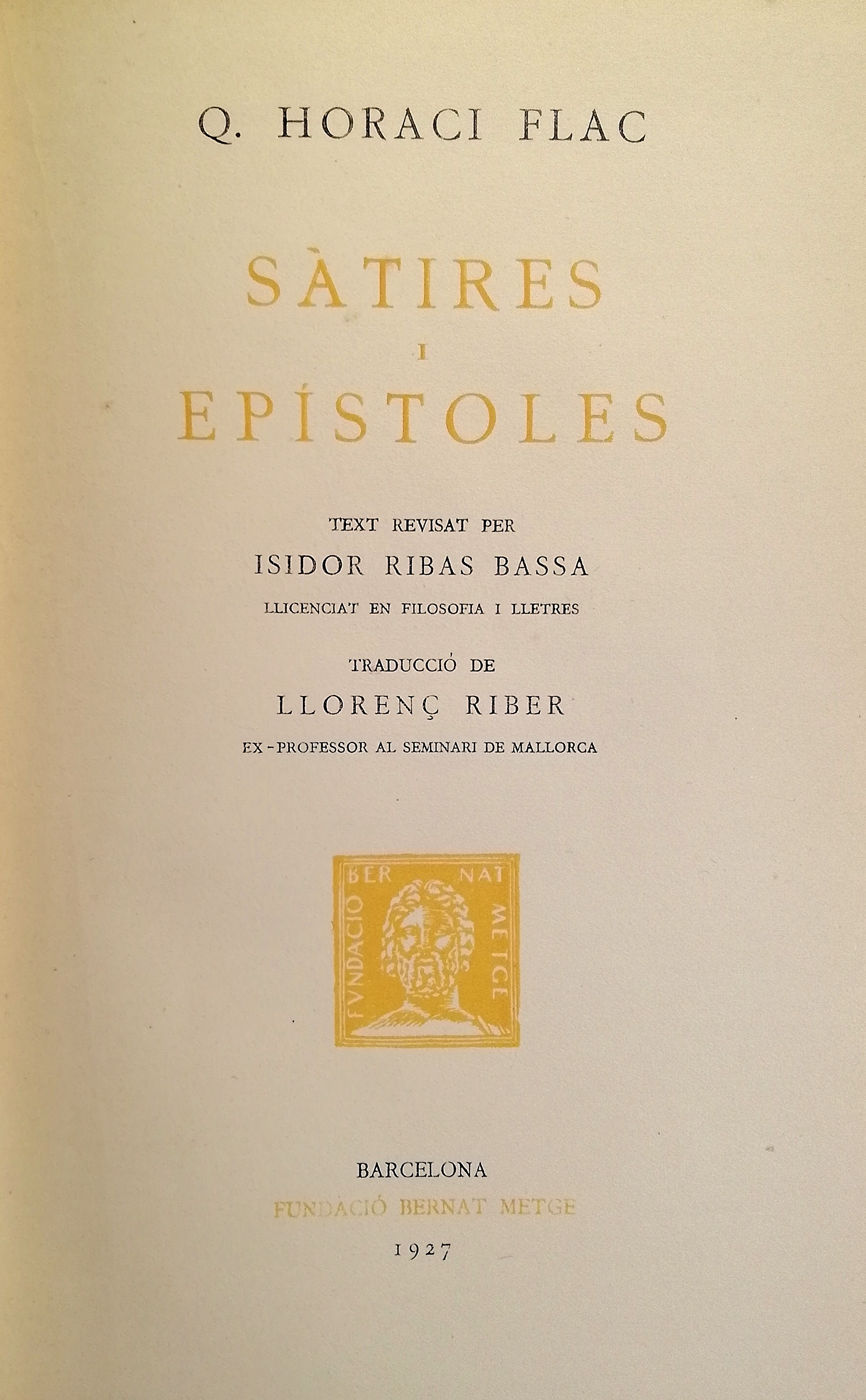
Sàtires i Epístoles d'Horaci. Traducció catalana publicada a Barcelona per la Fundació Bernat Metge l'any 1927

L'any 44 aC, l'any de l'assassinat de Juli Cèsar, Horaci encara era a Atenes i va coincidir amb Brutus i Cassi, que havien viatjat fins allà per trobar suport a la seva causa. Va ser nomenat tribunus militum, un dels sis oficials de les legions, cosa que va despertar enveges entre els seus companys nascuts en classes més benestants. El 42 aC, en la batalla de Filipos, Octavi i Marc Antoni van vèncer l'armada republicana de Brutus. Horaci descriu aquest dia com un dels més vergonyosos de la seva vida, ja que va lluitar contra Octavi i és una manera de redimir-se; per altra banda, també és un recurs poètic freqüent en els poetes grecs que més el van influenciar: Arquíloc de Paros i Hipònax d'Efes; i, com ells, també va abandonar el seu escut.
Octavi August va oferir una amnistia per a aquells que van donar suport a la causa de Brutus, i Horaci la va acceptar, però, en tornar a Itàlia, es va trobar que li havien confiscat tots els béns per pagar els soldats veterans que havien participat en la campanya contra Brutus i Cassi. Per poder viure, es va veure obligat a treballar i es va llogar com a escriba quaestorius. També és en aquesta època que va començar a escriure poesia i freqüentar cercles literaris. El 39 aC, va ser presentat a Gai Cilni Mecenàs per part de Virgili i Luci Vari Rufus, però va tardar nou mesos a rebre la invitació formal per formar part del cercle de Mecenàs. Amb ell, va establir una profunda amistat, que queda demostrada en les seves obres de tal manera que gairebé en tots els llibres dedica el primer poema al seu protector. Mecenàs també l'arribà a apreciar molt, fins al punt que li va regalar una finca al camp sabí l'any 32 aC. Va participar en el tractat de Tàrent, un tractat que marcava una nova pau entre Octavi August i Marc Antoni i l'allargament del triumvirat vigent fins al moment, tot i que es va trencar aviat, car Marc Antoni va buscar el suport de Cleòpatra i es va enfrontar a Octavi.
El 19 aC mor el seu amic Virgili i, dos anys després, el 17 aC, August li encomana la composició del Cant secular, en commemoració dels jocs seculars celebrats per festejar l'entrada a una nova època de pau, una pau que va arribar amb la derrota de Marc Antoni.
Va morir el 8 aC, dos mesos després de la mort de Mecenàs, a qui dedica la seva oda 8 que, a més a més, és una oda premonitòria de la seva pròpia mort.

### Cronologia
- Any 65 aC neix Horaci, el mateix any que el que va ser el seu patró Pol·lió.
- 63. Neix Octavi. Conjuració de Catilina.
- 60. Constitució del primer triumvirat (Juli Cèsar, Pompeu i Cras).
- 53. Derrota de Cras a Carres pels parts.
- 49. Juli Cèsar passa el Rubicó. Guerra civil entre Juli Cèsar i Pompeu.
- 48. Victòria de Juli Cèsar a Farsàlia.
- 45. Arriba Horaci a Atenes.
- 44. Assassinat de Juli Cèsar.
- 43. Guerra de Mòdena. Constitució del Segon triumvirat (Octavi, Marc Antoni i Lèpid). Proscripcions i mort de Ciceró. Naixement d'Ovidi.
- 42. Victòria dels cesarians a Filipos. Horaci entre els derrotats.
- 39. Presentació d'Horaci a Mecenàs.Casa d'Horaci a Venosa

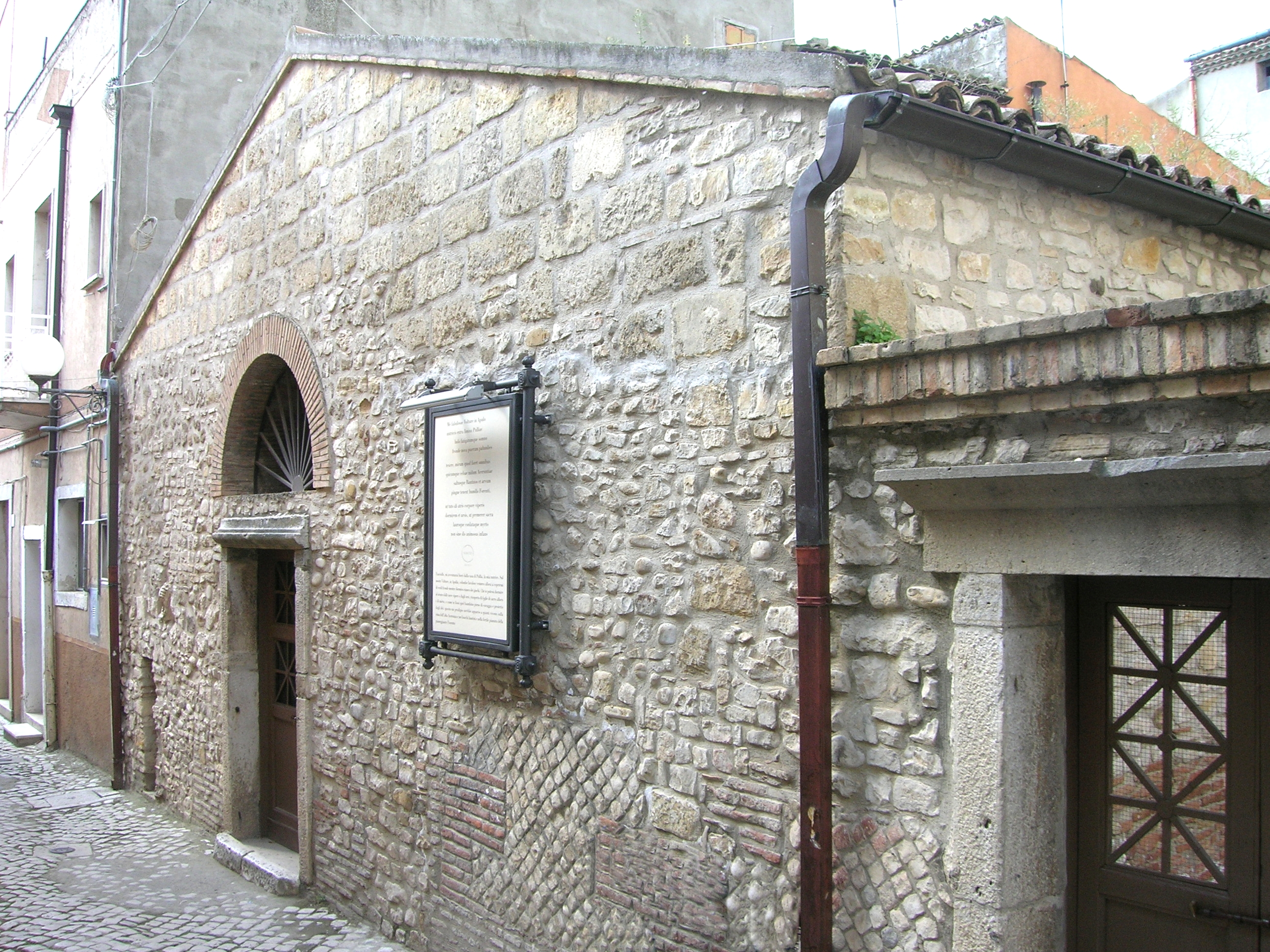
Casa d'Horaci a Venosa

- 37. Viatge a Bríndisi amb ocasió de la conferència de Tàrent.
- 36. Derrota de Sext Pompeu Pius en la Batalla de Nàuloc.
- 35. Publicació del primer llibre de Sàtires.
- 32. Mecenàs regala una masia a Horaci.[18]
- 31. Victòria d'Octavi en la Batalla d'Àccium sobre Marc Antoni i Cleòpatra.
- 30. Publicació del llibre II de Sàtires i el llibre dels Epodes.
- 30. Mecenàs cau molt malalt. A la seva recuperació, és rebut per gran part del poble romà amb una gran ovació al teatre de Pompeu.[19]
- 29. Victoria final en la Batalla d'Àccium.[20]
- 29. Triple triomf en la Guerra de Dalmàcia, la Batalla d'Àccium i la Guerra d'Egipte.[21]
- 28. Ludi Actiati (jocs commemoratius per la victòria en la Batalla d'Àccium).
- 27. Expedició als pobles bàrbars.[22]
- 27. Final de la il·legalitat revolucionària. Octavi rep el títol d'August.
- 26. Expedició a Britannia.[23]
- 25. Expedició a Aràbia.[23]
- 25. Guerres càntabres. Viatge amb August a Hispània.[24]
- 25. Matrimoni Marc Marcel-Júlia (filla d'August).[25]
- 24. Mort de Quintili Varus.[26]
- 24. Mort de Marc Marcel.[25]
- 23. Licini Murena conspira contra August, però és descobert i condemnat a mort.[27]
- 23. Publicació dels tres primers llibres d'Odes. El compositor Benedictus Ducis publicà cants fúnebres sobre aquestes, a tres i quatre

veus el 1539.
- 20. Publicació del primer llibre d'Epístoles.
- 19. Viatge de Virgili a Grècia.[29]
- 19. Moren Virgili i Tibul.
- 17. Celebració dels Jocs Seculars. Cant Secular.
- 15. Publicació del llibre II de les Epístoles.
- 13. Publicació del llibre IV de les Odes. El compositor Benedictus Ducis publicà cants fúnebres sobre aquestes, a tres i quatre veus el 1539.[28]
- 8 aC. Mor Mecenàs. Mor Horaci.

## La crisi del paganisme
A partir del segle i aC, els romans van començar a perdre la fe en el sistema religiós del paganisme, aquelles creences ja no eren aptes per a proporcionar respostes adequades a les grans preguntes existencials del món romà. El paganisme es redueix cada vegada més a la pràctica d'un conjunt de rituals i litúrgies que no condueixen a un coneixement més profund del significat esotèric de les tradicions espirituals i religioses, sinó perquè estan relacionats amb els mos maiorum (el costum dels ancestres), la identitat cultural i, sobretot, amb el calendari romà. Darrere de la façana de la religió pagana, no hi ha certeses, però sí que hi ha el buit deixat per la falta de resposta a les grans qüestions existencials, en una societat imperial cada vegada més cosmopolita. L'individu romà, o almenys tots els que gaudeixen d'una certa cultura, perceben aquest buit, l'angoixa, la inseguretat, la certesa de sentir-se privats, a causa de la desaparició d'un estat de valors ben definits com va passar en l'era republicana, i busquen les respostes en una altra part: la filosofia hel·lenística. Aquest sentit espiritual d'inseguretat, que la major part de la classe literària del segle, des de Catul a Lucreci, Horaci i fins a arribar a Sèneca, està molt estès. Per tant, és en relació amb la crisi del paganisme, la raó que es doni àmplia difusió, en el segle i aC, de l'epicureisme en els cercles intel·lectuals de Roma. En aquest període, en els principals cercles epicuris romans com el de la ciutat de Nàpols, és on probablement Horaci va conèixer Virgili i Vari, que posteriorment va presentar-lo a Mecenàs. L'epicureisme volia resoldre qualsevol dubte i l'angoixa existencial de la mort, veient la cancel·lació definitiva de la percepció sensorial com el final d'alguns dels sofriments i preocupacions de la Terra.
La mort és, per tant, considerada com una zona tranquil·la però infeliç, l'alliberament de la vida, com succeeix en la mort del cos i de l'ànima (per ser ambdues substàncies materials). Epicur va tenir una reacció optimista davant d'aquestes al·legacions. Aquest sentiment es troba en altres intel·lectuals que es van sumar als romans abans de la filosofia de la buidor eterna de la mort. Buit amb una sensació d'horror, també presents en el mateix Lucreci que, mentre que la descripció s'estén al gairebé mític Epicur, rerum inventor, no passa així amb el missatge alliberador d'aquesta filosofia. L'epicureisme no va ser capaç de curar, a la fi, el mal del segle dins la vida romana. No serà capaç d'omplir el buit deixat per la crisi no sols del sistema religiós, sinó també de la de les institucions republicanes, una crisi que acabaria destruint la seguretat de les bases culturals i socials de l'Imperi Romà.

## L'existencialisme d'Horaci
Horaci s'uneix a l'epicureisme parcialment, així com a la recerca de respostes sobre les grans qüestions de la vida, respostes que no troba mai: el poeta sembla que mai ha escapat de l'angoixa de la mort, que sempre la percep com a imminent. És interessant analitzar l'opinió que el poeta llatí va tenir del més enllà, ja que és, sens dubte, molt sincer: encara que vetllat per una certa seguretat, pròpia de l'aurea mediocritas de què Horaci volia ser un exemple, en diverses ocasions brilla amb una vena de malenconia acompanyada de notes de fosc lirisme i elegància, que traeix el seu veritable estat interior. A vegades Horaci apareix com el que probablement era realment: un home que va trobar refugi en la vida de la mort, però en realitat mai no va aconseguir curar-se completament la por a la mort, ja que preferia fugir en lloc de lluitar estoicament. La seva personalitat pot semblar, a primera vista, ambigua. Aquesta ambigüitat es deriva de la diferència que a vegades es crea entre la imatge que Horaci va voler donar de si mateix, i la veritable personalitat del poeta que traspassa de les línies no coincideix, com sosté Ugo Enrico Paoli, "res […] sembla tan difícil com entrar en l'ànima d'Horaci. La representació del més enllà horacià, tanmateix amb una forta empremta de motlle epicureista, ve segellada de la millor manera en l'afirmació, no sense una nota de malenconia, expressada en l'Oda 7 del Llibre IV:
| « | Pulvis et umbra sumus | » |

## Influència en la literatura posterior
Els temes i tòpics creats per Horaci tindran un suport universal al llarg de la literatura posterior a la seva mort. Essencialment a partir del Renaixement, és difícil de trobar una sola composició no influïda pels tòpics o les formes horacianes. Així, destaquen poetes com Ronsard, Petrarca o Garcilaso, que escriuen envoltats per la dolçor i les reflexions horacianes. A Espanya, podem trobar grans influències horacianes en José Cadalso o Moratín i fins i tot altres autors que seguiran el camí preparat pel poeta romà. Horaci també influí en poetes anglesos com John Keats o John Milton. Més endavant, en la generació del 27, també trobarem influències horacianes en poetes com en el val·lisoletà Jorge Guillén. En Vicent Andrés Estellés amb el seu poemari Horacianes. No obstant això, amb el pas del temps, l'admiració a aquest gran poeta es convertirà en un apogeu dels seus tòpics en detriment del mateix autor. Aquest serà engolit pels seus propis temes i pel desfasament de la cultura a finals del segle xx i començaments del XXI. El seu Carpe diem (Carpe diem quam minimum credula postero "Aprofita el dia, no confiïs en el demà") de l'Oda 1,11 acaba per convertir-se pràcticament en una dita universal en la qual la identitat de l'autor queda relegada gairebé a l'oblit. Així, Horaci, s'anirà oblidant i aquest oblit reforçarà la importància de la vulgarització dels seus tòpics.
Realment, l'escriptor llatí ha rebut poques crítiques que es fonamentin en el buit existencial de les seves reflexions o de les seves formes poètiques; no obstant això, és cert que va rebre crítiques del sector literari més suspicaç, per exemple els seus contemporanis Quadrat i especialment d'Hermògenes, l'adversari i detractor d'Horaci, inicialment ben disposat envers aquest (l'anomena optimus cantor et modulator) i després enemistat per causes que, segons Horaci, es devien a l'enveja: Hermògenes s'oposava a les sàtires, però tampoc tenia talent per fer grans obres i es dedicava a l'ensenyament mentre Horaci adquiria gran fama. Sembla que quan Horaci parla de Pantolabus es refereix a aquest Hermògenes. A mesura que avancen els segles, les crítiques a aquesta figura de la poesia universal acaben per apagar-se, deixant el camí lliure cap a la llista interminable d'adulacions que des del Renaixement se li han prodigat. En el segle xxi, es fa gairebé impossible trobar una sola crítica a una figura tan rellevant com Horaci, però d'aquesta mateixa manera és difícil trobar un càntic a la seva persona i a la seva tasca. L'única crítica coneguda fins ara amb certa rellevància és el "A tu, Horaci", del ceutí Hugo de Lara López, obra en la qual s'ataca Horaci per la seva presumpta doble moral (acusació que en l'antiguitat mai no se li va fer), i en la qual es dona una importància desmesurada al fet de no respectar les seves verdaderes creences i per ofendre i condemnar, de manera metafòrica, el poble pla, que sempre va defugir. Curiosament, l'objectiu de la crítica, estesa en dos sonets, fa referència al famós Aurea mediocritas ('punt mitjà daurat') del poeta llatí, al·ludeix a l'intent d'assolir un punt desitjat mitjà entre els extrems o un estat ideal en el qual no afectin en excés ni les alegries ni les penes; està relacionat amb l'hedonisme epicureista, basat a conformar-se amb el que es té i no deixar-se portar per les emocions desproporcionades. És un dels tòpics que van fer gran Horaci, per a la posteritat, al costat del Carpe diem en el Beatus Ille.

## Obres
La seva poesia es divideix en quatre gèneres que donen nom a les seves obres:
- Sàtires, retrats irònics del seu temps, dividits en dos llibres i escrits en hexàmetres;
- Epodes, disset poemes iàmbics de temàtica variada i influència hel·lenística;
- Carmina (Odes), també en hexàmetres;
- Epístoles, la seva última obra, en la qual, coincidint amb una actitud vital i literària més calmada i més propícia a la reflexió moral que a la invectiva i la sàtira que van caracteritzar les seves obres primeres, va optar per la ficció epistolar sense abandonar l'escriptura en hexàmetres.

Entre les Epístoles, es troba la cèlebre Art poètica, que va marcar les pautes de l'estètica literària llatina.

### Sàtires
Les Sàtires d'Horaci, publicades entre el 35 aC i el 28 aC, s'agrupen en dos reculls, l'un de deu peces i l'altre de vuit (en hexàmetres). Aquest gènere és típicament romà, creat per Gai Lucili al segle ii aC, i particularment propici a l'autoretrat: és sens dubte amb les sàtires que Horaci s'hi descriu millor. Es tracta de «xerrades» (sermons) en què es reivindica la llibertat d'expressió i la polèmica, sigui a propòsit de qüestions socials, ètiques, literàries, o fins polítiques. Però allò que era permès a Lucili sota la República no ho és, evidentment, en temps d'Horaci sota un règim despòtic.

### Epodes
Publicats en 29 aC, els Epodes són disset poemes, amb un total 625 versos, dels quals quatre són probablement apòcrifs (I, 5-6 i XVI, 15-16). Horaci no els anomenava epodes, sinó iàmbics, sent fidel a l'escola de Gai Valeri Catul, cosa que es guarda prou bé de proclamar, ja que Catul era maleït per Cèsar i els seus seguidors. Prefereix, de forma menys arriscada, reivindicar-se seguidor d'Arquíloc, inventor del gènere a Grècia -i que se n'havia servit com d'una arma temible contra els seus enemics, tant privats com públics. El to és el de la invectiva, l'estil és aspre i tens, i l'erotisme més cru pot acompanyar els accents més patriòtics. Com el seu nom indica (almenys en un dels seus sentits), els Epodes són escrits en dístics (un vers llarg més un vers curt) de tipus de versos iàmbics.

### Carmina
Els Carmina, publicats el 22 aC per als tres primers llibres; el 7 aC per al quart: encara que les dates tradicionalment més admeses oscil·len entre el 23 i el 12 aC, les Odes d'Horaci o Carmina són quatre llibres que contenen 38, 20, 30 i 15 peces, respectivament, és a dir, un total de 3.038 versos, dels quals n'hi ha sis que sens dubte són apòcrifs (IV, 6, 21-24 i IV, 8, 15-16). Horaci els comparava orgullosament a les piràmides d'Egipte, i és en efecte l'obra mestra absoluta de la lírica romana. Aquest monument reuneix tots els superlatius, combina totes les meravelles. D'entrada, constitueixen una proesa mètrica, amb la utilització de quatre tipus d'estrofes diferents, sis varietats de dístics, i tres espècies de versos utilitzats sols (kata stikhon). Miracle d'equilibri espontani, en una harmoniosa arquitectura que es desplega segons proporcions numèriques tan complexes com impecables. Prodigi de circulació també, d'interconnexions, de xarxes, de correspondències, combinacions i simetries diverses, del qual el conjunt constitueix una d'immensa i ultrasensible cambra de ressonància. Quant a la increïble virtuositat verbal que tria i emplaça cada paraula amb el màxim d'energia possible, n'hi ha prou amb dir que va impressionar Nietzsche en el grau més alt per allò que anomenava la seva «noblesa».
Però on Horaci se supera, allà on es mereix el millor «llorer dèlfic» (Odes, III, 30), és en el domini del contingut. En aparença, res més heteròclit que les Odes, en què semblen interferir de manera aleatòria l'esfera privada i l'esfera pública, els amors i la política, el món grec i el món llatí, la mitologia més nuvolosa i l'actualitat més ardent, l'epicureisme empès fins al sibaritisme, i un estoïcisme esmolat fins a l'ascetisme i a un renunciament gairebé monacal avançat a l'època. I tanmateix, hi ha un director d'orquestra que domina tots aquests timbres i tots aquests instruments amb una batuta sobirana. Subterrània també, ja que la partició en aquesta enlluernadora simfonia, composta en honor de la llibertat humana de cara a la tirania política, no es desxifra més que a condició d'accedir al segon nivell de l'escriptura, fonamentat principalment en el control secret de la situació d'enunciació.
El primer llibre (Carminum liber I) correspon a la joventut, de fantasia i d'inspiracions variades: composicions severes, èpiques o literàries es barregen amb unes altres de més joioses o d'invocació a Venus.
En el segon llibre (Carminum liber II) hi ha una pausa per a la meditació, s'esmorteix l'impuls líric. S'hi tracta allò que ell demana a la vida pròpia. S'hi exposa el concepte d'aurea mediocritas; també es parla dels anys que passen (anni labuntur) i de l'otium (l'oci).
Al tercer llibre (Carminum liber III) ens trobem amb un Horaci ja madur. Tanmateix, torna als vells temes.

### Epístoles
(Publicades el 19 aC o 18 aC, més probablement que en la data més admesa (20 aC), i probablement després del 13 aC per al segon recull.)
El primer recull de les Epístoles conté 20 peces (és a dir, 1.006 versos, dels quals set de la primera peça són probablement apòcrifs); i el segon recull consta de només dues peces, però molt llargues (270 i 216 versos). S'hi afegeix l'Epístola als Pisons, més coneguda sota el nom d'Art poètica (476 versos). Són escrites en hexàmetres, com les Sàtires i, com aquestes, són converses d'aspecte lliure. Però sent les Epístoles cartes fictícies adreçades a persones ben precises, el to hi és menys viu i l'estil més distès. Sota aquesta tranquil·litzadora superfície, Horaci persegueix amb perseverança el seu combat, un combat en el qual l'amplitud i les peripècies, així com en les Odes, no es revelaran més que al lector atent en l'enunciació de la situació: s'ha tenir molt en compte no sols el destinatari (amic o enemic?), sinó també el locutor, que no és automàticament l'autor de l'escrit...
La primera epístola del segon recull s'adreça així directament a August: o com agafar la cua del lleó sense que et mossegui. Juli Florus és el destinatari de la segona, en què Horaci diposita el seu testament espiritual i la quinta essència de la seva saviesa.

### Cant secular

#### Antecedents
El Cant secular està compost en un ritme eòlic: l'estrofa sàfica. Té una estructura pindàrica. Es tracta d'un cant per encàrrec, pràctica que ja trobem en els autors lírics grecs com ara el mateix Píndar, que en els seus Epinicis escrivia cants per encàrrec dedicats al vencedors dels jocs esportius.

#### Objectius del cant d'encàrrec d'August
L'any 17 aC August va encarregar a Horaci la composició del Cant secular amb motiu de la celebració dels Ludi Tarentini, també anomenats jocs Seculars, que es van dur a terme durant el mes de maig del mateix any. August va decidir que fos Horaci qui compongués aquest cant pels elogis que el poeta havia fet a les intencions morals i religioses de l'emperador en el darrer llibre de les Odes.
Tot i que Horaci no estava gaire d'acord a exaltar la figura d'August, va acceptar l'encàrrec en honor del seu company Virgili, el qual havia mort l'any 19 aC. Així, en el cant s'entreveu l'homenatge que fa a la figura de Virgili tot incloent la llegenda de Troia i Eneas.
L'objectiu del cant era principalment recuperar les antigues tradicions alhora que s'exaltava el principat d'August. D'aquesta manera, el missatge del cant era d'agraïment als déus per la Pax Augusta i una severa exhortació a fomentar la veneració i devoció cap als déus a més d'establir una relació fluida entre l'estat i els déus.
En aquesta obra, queda ben reflectida la filosofia que trobem en l'obra d'Horaci, així com podem entreveure la ideologia del principat d'August.
El cant és un himne a Apol·lo i Diana, a més dels déus tutelars de Roma.
Va ser compost amb la idea que fos cantat durant el tercer dia dels jocs per un cor de vint-i-set nois i el mateix nombre de noies, procedents de les millors famílies de Roma, els quals havien de ser verges i tenir el dos progenitors vius. A l'hora d'entonar-lo, un dels cors es va situar al cim del mont Palatí i l'altre al cim del mont Capitoli.
Aquesta composició li va atorgar el títol de poeta llorejat.

#### Edicions
Les edicions que tenim del text ens han arribat sempre compilades juntament amb les Odes. Actualment, trobem el Cant secular en les edicions següents:
- Bibliotheca scriptorum Graecorum et Romanorum Teubneriana editat per Fridericus Klingner
- Collection des Universités de France editat per F. Villeneuve.
- Loeb Classical Library editat per C. E. Bennett
- Scriptorum Classicorum Bibliotheca Oxoniensis editat per Eduardus C. Wickham

Per altra banda, actualment hi ha dues edicions en línia, corresponents a The Latin Library i Biblioteca Perseus.

#### Transmissió manuscrita
Tal com ja s'ha mencionat, la compilació del Cant secular ha anat lligada a la de les Odes. Per aquest motiu, per a la transmissió manuscrita, vegeu les Odes.

#### Traduccions al català i castellà
Les traduccions del Cant secular es troben normalment editades juntament amb els quatre llibres d'Odes d'Horaci. En català, tan sols està traduïda per l'editorial Fundació Bernat Metge, a càrrec de Josep Vergès.
En llengua castellana tenim dues edicions:
- Editorial Gredos, traduïda per José Luis Moralejo
- Universitat Autònoma Nacional de Mèxic, traduïda per Rubén Bonifaz Nuño.

## Traductors
- Josep Vergés i Fàbregas
- Joan Sardà i Lloret
- Joaquim Garcia Girona
- Miguel Parera Cort
- Aquilino Iglesia Alvariño
- José Luis Moralejo

### Vida i obra d'Horaci
- Alberte González, Antonio & Codoñer Merino, Carmen. Historia de la Literatura Latina. Càtedra, Madrid, 1997
- Albrecht, Michael Von. Historia de la Literatura Romana: Desde Andronico Hasta Boecio. Herder, 1997
- Bayet, Jean. Literatura Latina. Ariel, Barcelona 1966
- CITRONI, M - CONSOLINO, F. E., LABATE, M., NARDUCCI, E., Letteratura di Roma Antica, Laterza, Roma-Bari 1997.
- Conte, Gian Biagio. Latin Literature: A History. Baltimore, Johns Hopkins University Press, 1999
- Harrison, S. J. A Companion to Latin Literature. Malden, MA: Blackwell Pub. 2005

### Traduccions en català
- Joan Carbonell i Manils. Horaci: Epodes (en català). Barcelona: La Magrana, març de 2004. ISBN 84-8264-526-9

### Edicions bilingües
- Horacio (2008). Sátiras. Epístolas. Arte poética. Madrid: Editorial Gredos ISBN 978-84-249-3577-1
- Horacio (2007). Odas. Canto Secular. Epodos. Madrid: Editorial Gredos ISBN 978-84-249-2879-7
- Vergés, Josep. Q. Horaci Flac: Odes i Epodes. Fundació Bernat Metge: Barcelona, 1978-1981.
- Llorenç Riber. 'Q. Horaci Flac: Sàtires i Epístoles.' Fundació Bernat Metge: Barcelona, 1927.

### Edicions crítiques
- D. R. Shackleton Bailey. Q. Horativs Flaccvs: Opera (en llatí). Monachii [etc.]: Saur, 2001. ISBN 3598712340